# Zdenec pri Ciglaru
Zdenec pri Ciglaru este o arie protejată (sit de importanță comunitară — SCI) din Croația întinsă pe o suprafață de 0,78 ha, integral pe uscat.

## Localizare
Centrul sitului Zdenec pri Ciglaru este situat la coordonatele 46°17′02″N 16°03′41″E / 46.283891°N 16.061262°E.

## Înființare
Situl Zdenec pri Ciglaru a fost declarat sit de importanță comunitară în iulie 2013 pentru a proteja un număr necunoscut de specii din flora spontană și fauna sălbatică aflate în arealul zonei.

## Biodiversitate
Situată în ecoregiunea continentală, aria protejată conține 1 habitat natural: Peșteri inaccesibile publicului.
La baza desemnării sitului se află un număr nedeclarat de specii protejate.